# HD 161162
HD 161162，又名BD+57 1791，SAO 30515、HR 6605，是一颗恒星，视星等为6.77，位于銀經85.58，銀緯32，其B1900.0坐标为赤經17h 38m 56.4s，赤緯+57° 32′ 31″。